# Зданович, Людвик
Людвик Феликс Зданович (18 мая 1814 год, Дотнува, Жмудь — 26 декабря 1896, Вильно, Виленская губерния, Российская империя) — польский римско-католический священник, церковный деятель, вспомогательный епископ и администратор Виленской епархии (1886—1889 и 1895—1896). Педагог, профессор, ректор.

## Биография
Из жмудской шляхты. Образование получил в духовной семинарии, а затем академии в Вильно. В апреле 1837 года был рукоположен в сан диакона.
Служил адъюнктом виленской Духовной академии (1839—1842), где читал лекции по пастырскому богословию и латинскому языку. С 1841 года — магистр богословия, профессор Виленской семинарии (1842—1844), инспектор Виленской семинарии, в 1844—1850 годах — проповедник собора и священник прихода св. Иоанна Крестителя в Гольшанах, настоятель костёла Явления Пресвятой Девы Марии в Тракае (1850—1862), ректор и профессор Богословской семинарии в Вильно (1863—1870).
В марте 1859 года — каноник Вильно. В 1878 году стал сотрудником Виленского филиала Санкт-Петербургского духовного училища. Профессор семинарии в Петербурге.
1 августа 1885 года после ареста русскими властями нескольких деятелей церкви за протесты против русификации и ограничения прав поляков Виленский епископ Кароль Гриневецкий, назначил Л. Здановича администратором Виленской епархии. Исполнял функции, пока новый епископ не принял епархию 20 апреля 1890 года.
30 декабря 1889 года папа Лев XIII назначил его вспомогательным епископом Вильно и титульным епископом Дионисия (Titularbistum Dionysias). 11 мая 1890 года в церкви св. Екатерина в Санкт-Петербурге назначен епископом-суффраганом.
После смерти епископа Антония Франциска Аудзевича в 1895 году главой Виленской епархии управляющим епархии вновь был избран епископ Л. Здановича. Исполнял обязанности до своей смерти 26 декабря 1896 года.

## Награды
- Императорский золотой наперсный крест,
- Наперсный крест «В память войны 1853—1856»
- медаль «В память войны 1853—1856»

Похоронен на кладбище Расу.